# Sofia von Post
Hedvig Sofia Eleonora Carolina von Post, född 13 mars 1838 i Irsta församling, Västmanlands län, död 17 april 1922 i Västerås församling, Västmanlands län, var en svensk hovfröken.

## Biografi
Sofia von Post föddes 1838 på Hagbyholm i Irsta församling. Hon var dotter till juristen Ernst von Post och Sofia von Post samt dotterdotter till generalmajoren Adolf Ludvig von Post. von Post blev 24 januari 1874 hovfröken hos änkehertiginnan Teresia av Dalarna och blev 1887 tjänstefri från hovet. Hon avled 1922 i Västerås församling.